# ベレス＝マラガ・トラム
ベレス＝マラガ・トラム(スペイン語: Tranvía de Vélez-Málaga, 英語: Vélez-Málaga Tram)は、スペイン・アンダルシア州・マラガ県・ベレス＝マラガとトーレ・デル・マール海岸を結んでいたトラム。延長距離は6.0km。2006年に運行を開始したが、わずか6年後の2012年に運行を休止した。

## 歴史
ベレス＝マラガはアンダルシア州・マラガ県にある人口約8万人の町であり、夏季にはトーレ・デル・マール海岸や旧市街などが観光客でにぎわう。アンダルシア州と欧州連合(EU)が建設資金を供出し、2003年に市内と海水浴場を結ぶ4.8kmの路線の建設を開始し、2006年10月11日に運行を開始した。ベレス＝マラガの中心部には乗り入れておらず、乗客はベレス＝マラガの郊外でバスからトラムに乗り継ぐ必要があった。開業と同時期にはベレス＝マラガの中心部とトーレ・デル・マール海岸を結ぶ直行バスが運行を開始して乗客を奪われ、トラムの乗客数は2007年の890,000人から2011年には676,000人に減少した。2008年にはベレス＝マラガ中心部への1.2kmの延伸工事が行われて6.0kmとなった。運行会社はベレス＝マラガ市議会に対して運行資金援助を求めたが、市議会はこれを拒否。2011年の選挙で市議会の第1党となった国民党はトラムへの資金提供額を減らす選択をした。2012年6月4日には運行が休止された。

## 車両

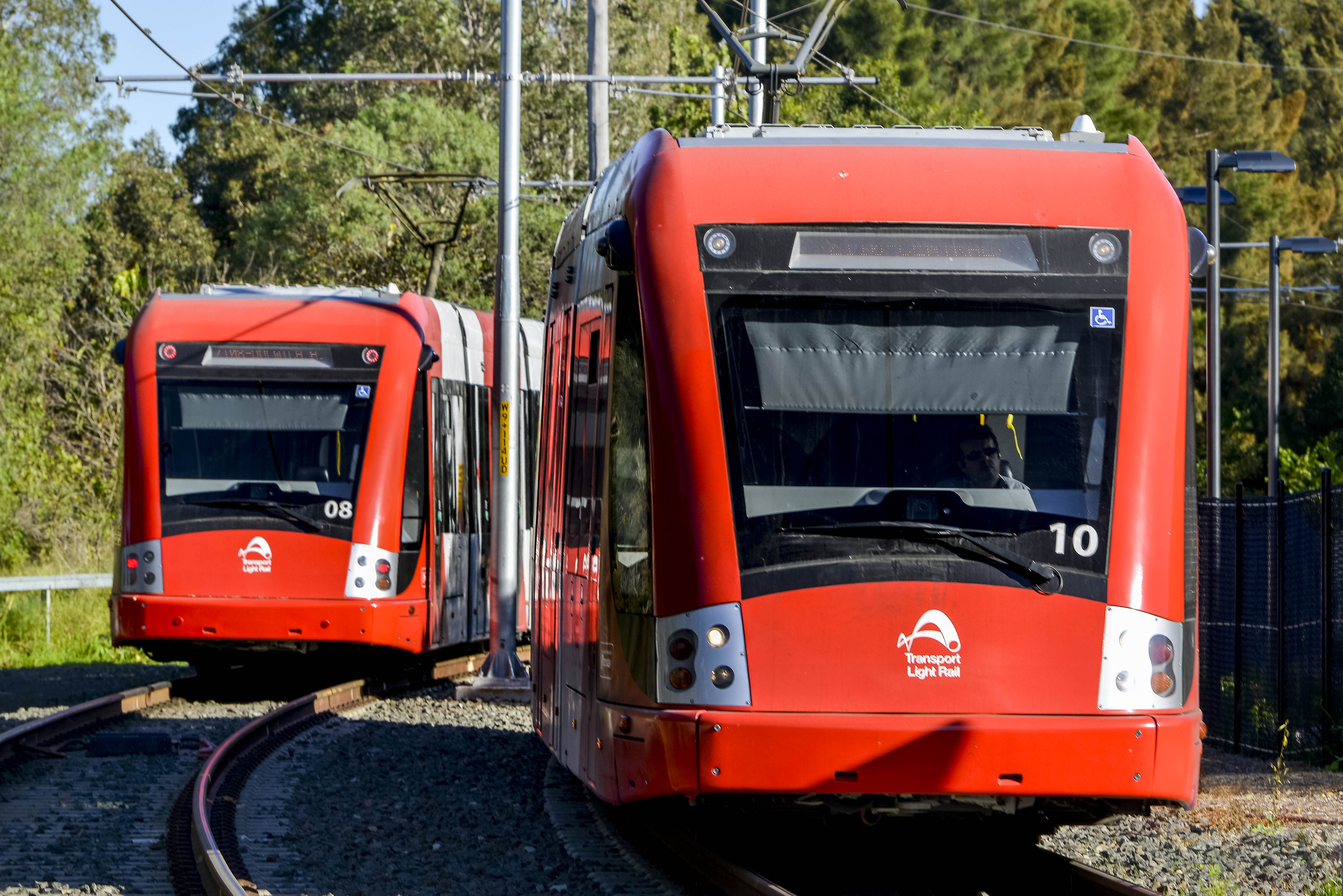
シドニーで運行されている車両

車両にはCAF社製の現代的な超低床型車両Urbos 2の3編成が使用された。Urbos 2は5車体が連接された全長31mの車両で、車両価格は3編成で516万ユーロである。2012年にはベレス＝マラガ・トラムの運行が休止されたためオーストラリアのシドニーにリースされ、2014年3月にメトロ・ライト・レールで運行を開始している。メトロ・ライト・レールではCAF社からUrbos 3を購入予定であり、その際にUrbos 2はスペインに返却される予定である。Urbos 2はビトリア＝ガステイス・トラム（ビトリア＝ガステイス）、メトロ・デ・セビリア（セビリア）、メトロセントロ・デ・セビリア（セビリア）、アンタルヤ・メトロ（トルコ・アンタルヤ）でも使用されている。